# Dimitar Bajałdżiew
Dimitar Bajałdżiew (mac. Димитар Бајалџиев; ur. 1944 w Langadii, zm. 15 sierpnia 2022 w Skopje) – jugosłowiański i północnomacedoński prawnik oraz działacz społeczny, w latach 1992–1994 minister edukacji.

## Życiorys
W 1969 roku został asystentem na Wydziale Prawa Uniwersytetu Świętych Cyryla i Metodego w Skopju, odbywał następnie studia magisterskie oraz odbywał staże zawodowe m.in. w Grenoble i na Uniwersytecie Moskiewskim, a studia ukończył w 1977 roku. Rok później 1978 został adiunktem, awansował następnie na profesora nadzwyczajnego (1990) oraz zwyczajnego (1995). W 1985 roku ukończył studia doktorskie.
Był zaangażowany w liczne działania społeczne, m.in. przewodził organizacjom studenckim oraz pełnił funkcję sekretarza generalnego Związku Studentów Jugosławii. Zaangażował się również w działalność polityczną; dołączył do Związku Komunistów Macedonii oraz należał do pierwszego i drugiego rządu Branka Crwenkowskiego, pełniąc od 5 września 1992 do 20 grudnia 1994 funkcję ministra edukacji. Następnie był prodziekanem Wydziału Prawa Uniwersytetu Świętych Cyryla i Metodego w Skopju oraz prorektorem tejże uczelni.

## Wybrane prace naukowe[1]
- Аналитичко или синтетичко сфаќање за функц(иите)ијата на државата
- За некои аспекти поврзани со зачетоците и зачетниците на граѓанската политичка мисла
- За поимот и терминот 'етика' и за некои аспекти за моралната димензија на личноста
- За политиката, политичките институции, номосот и судската власт кај старите Елини
- Законитост
- Идея правового государства и функционирование государства в условиях переходного периода
- Општество и право
- Поимот вредност-општо и за некои правни вредности
- Политичките конфликти во земјите во транзиција и потребата од нивно разрешување
- Правда - праведност
- Правна држава (историја и современост)
- Реалсоцијализмот, правната држава и човековите права
- Слободите и правата на човекот и граѓанинот во Република Македонија
- Средствата за масовно комуницирање и политичката јавност

## Podręczniki[1]
- Увод во правото (1988)
- Вовед во правото (1999; 4 części)
- Политологија (2000)

## Odznaczenia
Został odznaczony Orderem „Za Zasługi dla Ludu” ze Srebrnymi Promieniami.